# Shigeo Sugiura
Shigeo Sugiura (Japón, 10 de mayo de 1917-10 de abril de 1988) fue un nadador japonés especializado en pruebas de estilo libre, donde consiguió ser campeón olímpico en 1936 en los 4x200 metros.

## Carrera deportiva
En los Juegos Olímpicos de Berlín 1936 ganó la medalla de oro en los relevos de 4x200 metros estilo libre, con un tiempo 8:51.5 segundos), por delante de Estados Unidos (plata) y Hungría (bronce; sus compañeros de equipo fueron los nadadores: Shigeo Arai, Masaharu Taguchi y Masanori Yusa.